# Strandvold med flerårige planter
På gamle strandvolde opstår der efterhånden et plantesamfund af flerårige planter. I en overgangsfase fra Enårig vegetation på stenede strandvolde kan mosser og laver dominere i pletter. Det er fælles for arterne, at de skal være salttålende i en eller anden grad, men havpåvirkningen aftager med stigende afstand til havstokken.

## Plantevækst
De typiske planter i denne naturtype er:
- Almindelig Bukketorn (Lycium barbarum)
- Almindelig Kvik (Elymus repens)
- Almindelig Marehalm (Leymus arenarius)
- Almindelig Røllike (Achillea millefolium)
- Almindelig Strandkål (Crambe maritima)
- Farvevajd (Isatis tinctoria)
- Hornskulpe (Glauchium flavum)
- Strandbede (Beta vulgaris ssp. maritima)
- Strandfladbælg (Lathyrus japonicus)
- Strandarve (Honckenya peploides)
- Strandlimurt (Silene maritima)

| Galleri med typiske arter på Strandvolde med enårige planter |
| --- |
| - Almindelig Bukketorn (Lycium barbarum) - Almindelig Kvik (Elymus repens) - Almindelig Marehalm (Leymus arenarius) - Almindelig Røllike (Achillea millefolium) - Almindelig Strandkål (Crambe maritima) - Farvevajd (Isatis tinctoria) - Hornskulpe (Glauchium flavum) - Strandbede (Beta vulgaris ssp. maritima) - Strandfladbælg (Lathyrus japonicus) - Strandarve (Honckenya peploides) - Strandlimurt (Silene maritima) |

## Natura 2000
Strandvold med flerårige planter er en naturtype i Natura 2000 med betegnelsen 1220 Flerårig vegetation på stenede strande . Naturtypen findes almindeligt langs kysterne i de indre danske farvande, som er udsat for en vis bølgepåvirkning fra havet, især på kyster langs Østersøen, Kattegat og Store- og Lillebælt 